# Чёрная каменка
Чёрная каменка (лат. Oenanthe picata) — вид птиц семейства мухоловковых. Подвидов не выделяют. Встречается в Афганистане, Египте, Индии, Иране, Казахстане, Ливане, Непале, Омане, Пакистане, России, Таджикистане, Туркменистане, Объединённых Арабских Эмиратах и Узбекистане .
Его естественная среда обитания — жаркие пустыни .

## Описание
Чёрная каменка — птица засушливых и полузасушливых регионов, многочисленная в скалистых районах, песчаных дюнах с кустарниковой растительностью, полях, оврагах, на окраинах деревень и поселений.
Он полиморфен и имеет три различные морфы.
1. Морфа чёрного брюшка (opistholeuca). Мужская взрослая особь полностью угольно-чёрная, за исключением надхвостья, нижние кроющие перья хвоста, основания и боков хвоста белые, центральные рулевые и по краям хвоста чёрные. У самки чёрные части заменены на серо-чёрные.
2. Белобрюхая морфа (picata). Взрослый самец как и предыдущая морфа, но живот белый. Самка похожа на самца, но чёрные части тела заменены на серовато-коричневые, брюшко более охристое.
3. Морфа с белой короной (capistrata). Взрослый самец как picata, с белым брюхом и чёрным горлом, но темя и затылок белые. Самка похожа на самца, но чёрные части тела и макушка землисто-коричневого цвета, брюшко более охристое.

Географически доминирование трёх типов морф самок не совсем соответствует доминированию трёх цветовых морф самцов, но в местах их зимовки есть соответствующее группирование.

## Ареал и среда обитания
Этот вид чаще встречается на северо-востоке и юго-востоке Ирана и Туркменистана от востока до запада Тянь-Шаня, на Памире, а также в северном и западном Пакистане, не гнездится в Юго-Западной Азии. Обычно распространён зимой в Пакистане и на северо-западе Индии к юго-востоку от Дели, центральном Мадхья-Прадеше и северной Махараштре (Хандеш). Прилетает на гнездовья в марте (Белуджистан) или середине апреля (Читрал), и остаётся до сентября. На зимовках встречается с начала августа (р-н Карачи) до конца марта.
Зимой часто посещает каменистые полупустыни и пустыни с редкими барханами, пашни, овраги, окраины деревень и поселков, загоны для скота и т. д. Обычно обитает почти от уровня моря до высоты 1200 м, но наблюдался и на высоте 2700 м на глубоком заснеженном склоне.